# Liste du patrimoine culturel immatériel de l'humanité en Hongrie
Cet article recense les pratiques inscrites au patrimoine culturel immatériel en Hongrie.

## Statistiques
La Hongrie a ratifié la convention pour la sauvegarde du patrimoine culturel immatériel le 17 mars 2006. La première pratique protégée est inscrite en 2009.
En 2024, la Hongrie compte 10 éléments inscrits au patrimoine culturel immatériel, 8 sur la liste représentative et 2 sur le registre des meilleures pratiques de sauvegarde.

## Listes

### Liste représentative
Les éléments suivants sont inscrits sur la liste représentative du patrimoine culturel immatériel de l'humanité :
| Élément | Type                                                                | Subdivision          | Année | Lien  | Notes | Illus. |
| --- | ------------------------------------------------------------------- | -------------------- | ----- | ----- | --- | ------ |
| Les festivités Busó de Mohács : une coutume de carnaval masqué marquant la fin de l'hiver                         | pratiques sociales, rituels et événements festifs                   | Mohács               | 2009  | 00252 | |        |
| L'art populaire des Matyo, la broderie d'une communauté traditionnelle                                            | savoir-faire liés à l’artisanat traditionnel                        | Borsod-Abaúj-Zemplén | 2012  | 00633 | |        |
| La fauconnerie, un patrimoine humain vivant                                                                       | connaissances et pratiques concernant la nature et l’univers        |                      | 2016  | 01708 | Partagé avec l'Allemagne, l'Arabie saoudite, l'Autriche, la Belgique, la Corée du Sud, la Croatie, les Émirats arabes unis, l'Espagne, la France, l'Irlande, l'Italie, le Kazakhstan, le Kirghizistan, le Maroc, la Mongolie, le Pakistan, les Pays-Bas, la Pologne, le Portugal, le Qatar, la Syrie et la Tchéquie |        |
| Le Blaudruck/Modrotisk/ Kékfestés/Modrotlač, impression de réserves à la planche et teinture à l'indigo en Europe | savoir-faire liés à l'artisanat traditionnel                        |                      | 2018  | 01365 | Partagé avec l'Autriche, l'Allemagne, la Slovaquie et la République tchèque |        |
| La tradition de l'ensemble à cordes hongrois                                                                      | arts du spectacle                                                   |                      | 2022  | 01730 | |        |
| Les traditions d'élevage des chevaux Lipizzan                                                                     | connaissances et pratiques concernant la nature et l'univers        |                      | 2022  | 01687 | Partagé avec l'Autriche, la Bosnie-Herzégovine, la Croatie, l'Italie, la Roumanie, la Slovaquie et la Slovénie |        |
| Connaissances, techniques et savoir-faire du verre artisanal                                                      | savoir-faire liés à l'artisanat traditionnel                        |                      | 2023  | 01961 | Partagé avec l'Allemagne, l'Espagne, la Finlande, la France et la Tchéquie |        |
| La danse traditionnelle csárdás                                                                                   | arts du spectacle pratiques sociales, rituels et événements festifs |                      | 2024  | 01892 | |        |

### Patrimoine immatériel nécessitant une sauvegarde urgente
La Hongrie ne compte aucun élément listé sur la liste du patrimoine immatériel nécessitant une sauvegarde urgente.

### Registre des meilleures pratiques de sauvegarde
La Hongrie compte deux pratiques listées au registre des meilleures pratiques de sauvegarde :
| Élément                                                                                        | Type              | Subdivision | Année | Lien  | Notes | Illus. |
| ---------------------------------------------------------------------------------------------- | ----------------- | ----------- | ----- | ----- | ----- | ------ |
| La méthode Táncház : un modèle hongrois pour la transmission du patrimoine culturel immatériel | arts du spectacle |             | 2011  | 00515 |       |        |
| Le concept Kodály, sauvegarde du patrimoine musical traditionnel                               | arts du spectacle |             | 2016  | 01177 |       |        |